# Ботвин, Нафтали
Нафтали Ботвин (пол. Izaak Naftali Botwin; 1905—1925, Львов) — польский коммунист еврейского происхождения, деятель польского рабочего движения.
С 1922 г. — член молодёжной еврейской организации «Цукунфт» (идиш צוקונפֿט — будущее‎). С 1923 г. — член Коммунистического Союза Молодёжи Западной Украины в Польше. С 1925 г. — член Коммунистической партии Западной Украины, КПЗУ.

## Биография
Биография Н. Ботвина была довольно типичной для того времени. Он был восьмым ребёнком в бедной еврейской семье. Нафтали ничего не помнил о его рано умершем отце. С детства он был слаб здоровьем и начал ходить только в возрасте семи лет. Его образование закончилось с окончанием трёх классов общеобразовательной школы. С раннего возраста он должен был содержать себя, принимаясь за любую имеющуюся работу. Последнее место работы перед арестом — сапожник. В 1921 году Ботвин вступил в профсоюз и вскоре стал членом Коммунистической партии Западной Украины, КПЗУ.
Идеологические убеждения, а также тяжёлая форма туберкулёза и осознание неминуемой скорой смерти, повлияли на принятие Ботвиным решения совершить акт террора по отношению к провокатору.
28 июля 1925 года, выполняя задание партии по устранению провокатора, который проник в партийные ряды и выдал четырёх коммунистов, среди бела дня прямо на улице Львова застрелил агента польской политической полиции Дефензивы Юзефа Цехновского. На месте убийства был без сопротивления арестован полицией. Отвечая на вопрос суда о том, как он стал коммунистом, сказал: «Я читал, слушал дискуссии, однако, недовольство жизнью привело меня к тому, что я понял справедливость коммунистической идеи, как решение социальной несправедливости».

## Смерть
По приговору суда расстрелян, несмотря на многочисленные протесты в Польше и за границей.
Похоронен во Львове, на Яновском кладбище.
12 декабря 1937 года, в ходе Гражданской войны в Испании, из евреев-добровольцев была сформирована рота второго батальона Палафокс 13-й интербригады им. Домбровского, которой присвоено имя Нафтали Ботвина. Рота имени Ботвина стала главным символом еврейского участия в Гражданской войне в Испании.

## Память
В советское время до 1992 года в г. Львове именем Нафтали Ботвина была названа улица (теперь улица Кулиша).
В городе Астрахань именем Нафтали Ботвина названа образованная в 1926 году улица Ботвина находится в Ленинском районе. Улица носит название и по сей день.
В городе Великие Луки также есть улица Ботвина. В городе Великие Луки улица названа в честь другого Ботвина — Дмитрия Ивановича Ботвина. К. И. Карпов указывал, что улица носит имя Д. И. Ботвина, председателя Духновского волиспокома, убитого кулаками в 1921 году".